# Podmornice klase Karp
Klasa Karp je klasa njemačkih podmornica izgrađenih za potrebe mornarice carske Rusije.
Prilikom posjeta ruske delegacije Njemačkoj oko pitanja kupnje podmornice Forelle, osim te kupovine ruski carski emisari bili su ovlašteni za proširenje narudžbe pa su od Germaniawerfta naručili još tri nove podmornice temeljene na projektu podmornice Forelle, ali znatno većih gabarita i boljih performansi.
 
Te narudžbe su potpisane tijekom prosinca 1904. i ožujka 1905. Podmornice su sukcesivno završavane tijekom 1905., 1906. i 1907. godine a sve tri su zajedno isporučene u rujnu 1907.
Te će podmornice u Rusiji biti poznate kao klasa Karp, po imenu prve podmornice iz te serije. Ostale dvije podmornice dobile su imena Karas i Kambala. One su nastale na temelju projekta Forelle ali i u međuvremenu prvih naručenih i za njemačku carsku mornaricu razvijanih podmornica U 1 i U 2.